# Petar Foscari
Petar XI. Foscari (Venecija, o. 1417. – kraj Viterba, 11. kolovoza 1485.), talijanski svećenik, splitski nadbiskup i metropolit i kardinal. Bio je sin mletačkog prokuratora Marka Foscarija i Margarete Marchello te nećak je mletačkog dužda Francesca Foscarija.
Bio je opat samostana Svetog Kuzme i Damjana u Zadru. Godine 1448. postao je kaptolski kanonik u katedrali u Padovi. Godine 1477. papa Siksto IV. imenovao ga je kardinalom i splitskim nadbiskupom. Dvije godine kasnije napustio je crkvenu službu u Splitu i postao apostolski tajnik u Padovi.